# 山之内一次

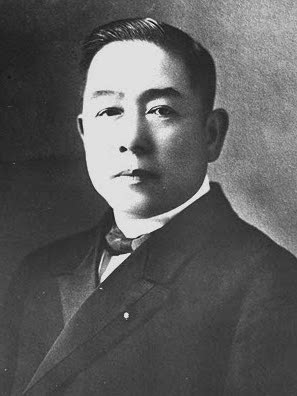
北海道長官在任時
大正元年（1912年）

山之内　一次（やまのうち　かずじ、1866年12月12日（慶応2年11月6日） - 1932年（昭和7年）12月21日）は、日本の内務・鉄道官僚、政治家。第1次山本内閣の内閣書記官長、第2次山本内閣の鉄道大臣、貴族院勅選議員。

## 年譜
後の鹿児島県鹿児島市上之園町出身。鹿児島藩士・山之内時習の長男として生まれる。
- 錦城学校卒業
- 旧制第一高等学校卒業
- 1890年（明治23年）- 7月 東京帝国大学卒業
- 1899年（明治32年）- 3月 内務省警保局保安課長
- 1901年（明治34年）- 4月 青森県知事（官選）
- 1904年（明治37年）- 4月 逓信省鉄道局長
- 1907年（明治40年）- 1月 兼南満州鉄道株式会社監理官、4月 兼帝国鉄道庁副総裁
- 1908年（明治41年）- 12月 鉄道院理事・総務部長
- 1909年（明治42年）- 6月 鉄道院運輸部長
- 1910年（明治43年）- 4月 鉄道院管理部長
- 1912年（大正元年）- 12月 北海道庁長官
- 1913年（大正2年）- 2月 第1次山本内閣で内閣書記官長
- 1914年（大正3年）- 3月31日 貴族院勅選議員に勅任[2]、4月21日 - 錦鶏間祗候[3]
- 1918年（大正7年）- 三州倶楽部（会長：樺山資紀）設立に幹事として参加
- 1923年（大正12年）- 9月 第2次山本内閣で鉄道大臣
- 1932年（昭和7年）- 12月21日 死去。墓所は青山霊園(1イ23-5)

## 栄典その他
栄典
- 叙勲
  - 1903年（明治36年）- 12月26日 勲四等瑞宝章[4]
  - 1906年（明治39年）- 4月1日 勲三等旭日中綬章[5]
- 叙位
  - 1908年（明治41年）5月11日 - 従四位[6]
  - 1913年（大正2年）- 5月20日 正四位[7]

記念
- 記念章
  - 1930年（昭和5年）- 12月5日 帝都復興記念章[8]

栄誉
- 外国勲章佩用允許
  - 1905年（明治38年）- 6月27日 大韓帝国 勲二等太極章[9]

## 親族
- 妻 セキ（高橋新吉の長女）
- 二男 山之内二郎（陸軍少将）
- 娘婿 長谷川赳夫（長女・初の夫、貴族院多額納税者議員、官僚、錦鶏間祗候）